# El fil invisible
El fil invisible (originalment en anglès, Phantom Thread) és una pel·lícula dramàtica britànico-estatunidenca escrita i dirigida per Paul Thomas Anderson, estrenada l'any 2017. Es tracta de la segona col·laboració entre l'actor irlandès Daniel Day-Lewis i el cineasta americà després de Pous d'ambició estrenada l'any 2007. El juny de 2017, l'actor declara que serà l'últim film de la seva carrera, anunciant que abandona l'ofici d'actor. Aquesta pel·lícula s'ha doblat i subtitulat al català.

## Argument
Al món de la moda del Londres de la dècada del 1950, el modista Reynolds Woodcock és contractat per dissenyar la roba de la gent d'alta societat, com les estrelles de cinema, les hereves o la família reial. Un dia, coneix Alma, una jove que es converteix en la seva amant i sobretot en la seva musa.

## Repartiment
- Daniel Day-Lewis: Reynolds Woodcock
- Lesley Manville: Cyril Woodcock
- Vicky Krieps: Alma
- Richard Graham: George Riley
- Camilla Rutherford: Johanna
- Brian Gleeson: Dr. Robert Hardy
- Jane Perry: Mme Vaughan
- Ingrid Sophie Schram: Ingrid
- Julia Davis: Lady Baltimore
- Gina McKee: Comtessa Henrietta Harding
- Silas Carson: Rubio Gurrerro
- Sue Clark: Biddy

## Premis[calcitació]
- 2017: Premis Oscar: 6 nominacions incloses millor pel·lícula, millor director (Paul Thomas Anderson) i millor actor (Day-Lewis)[4]
- 2017: Globus d'Or: Nominada a millor actor dramàtic (Day-Lewis) i banda sonora
- 2017: Premis BAFTA: 4 nominacions, incloent Millor actor (Daniel Day-Lewis)
- 2017: National Board of Review (NBR): Millors 10 pel·lícules de l'any i guió original
- 2017: Critics Choice Awards: Millor vestuari. 4 nominacions
- 2017: Cercle de Crítics de Nova York: Millor guió
- 2017: Crítics de Los Angeles: Millor banda sonora
- 2017: Premis Satellite: Nominada a millor actor (Day-Lewis), vestuari i direcció artística
- 2017: Associació de Crítics de Chicago: Millor banda sonora

## Crítica
- "Una pel·lícula tallada amb la litúrgia artesanal que mereixen les obres majors. (...) Anderson aconsegueix que la gelor espartana d'aquest retrat del geni com a dèspota maniàtic acabi convertint-se en el allò més inesperat (…) Puntuació: ★★★★ (sobre 5)[5]
- "Un melodrama inspirat i excèntric de la vella escola (...) Woodcock potser no sigui el personatge més poderós i sòlid de l'obra, però és tremendament complex i fascinant d'observar."[6]
- "Anderson ha elaborat una de les seves pel·lícules amb millor aspecte fins avui (...) Day-Lewis fa una actuació fabulosa d'un personatge primmirat (…) Puntuació: ★★★ (sobre 4)[7]
- ''Phantom Thread'' és seductora i absorbent, però també emocionalment distant (...) La pel·lícula, en el que haurien de ser els seus passatges culminants, perd força i es torna repetitiva"[8]
- "Les accions de la protagonista femenina (...) l'acosten a d'altres films d'Anderson tensats a partir de la polaritat entre dos caràcters (Pous d'ambició, The Master). (...) El film proposa un equilibri de forces provocatiu en què l'abjecció és la clau que permet accedir a la felicitat conjugal"[9]